# Thaumatogelis
Thaumatogelis is een geslacht van insecten uit de orde vliesvleugeligen (Hymenoptera) en de familie Ichneumonidae.

## Soorten
- T. aloiosa Schwarz, 2001
- T. anticecinctus (Strobl, 1901)
- T. asiaticus Schwarz, 2001
- T. audax (Olivier, 1792)
- T. clavatus Schwarz, 2001
- T. femoralis (Brischke, 1881)
- T. fragosus Schwarz, 2001
- T. fuscus (Duchaussoy, 1915)
- T. gallicus (Seyrig, 1928)
- T. improvisus Schwarz, 2001
- T. inexspectatus Schwarz, 2001
- T. innoxius Schwarz, 2001
- T. jonathani Schwarz, 2001
- T. lapidarius (Seyrig, 1926)
- T. lichtensteini (Pfankuch, 1913)
- T. mediterraneus (Ceballos, 1925)
- T. mingetshauricus (Bogacev, 1946)
- T. neesii (Forster, 1850)
- T. nuani Schwarz, 2001
- T. numidicus (Thomson, 1885)
- T. pallens Schwarz, 2001
- T. pilosus (Capron, 1888)
- T. rhodensis Schwarz, 2001
- T. robustus (Seyrig, 1926)
- T. rufipes (Strobl, 1901)
- T. rufus (Pfankuch, 1914)
- T. santschii (Duchaussoy, 1915)
- T. sardous Schwarz, 2001
- T. sylvicola (Forster, 1850)
- T. vulpinus (Gravenhorst, 1815)